# Augusta Savage
Augusta Savage (Green Cove Springs, 29 febbraio 1892 – New York, 26 marzo 1962) è stata una scultrice statunitense afro-americana.
È stata la prima donna afro-americana a conquistare un podio di prestigio tra i maggior artisti a livello nazionale. Il suo lavoro di scultrice le ha dato la possibilità non solo di essere annoverata tra i più acclamati fautori ed esponenti della Harlem Renaissance ma anche di occupare una posizione influente nel panorama dei diritti civili per la popolazione afroamericana. 
Motivata sin da piccola da tutti coloro i quali erano rimasti colpiti dal suo straordinario talento (suo padre fu inizialmente scettico al riguardo perché credeva che la scultura fosse una pratica satanica, ma dopo aver ammirato un calco della Vergine Maria da lei creato cambiò subito idea), dovette superare non pochi ostacoli: la povertà, i soprusi e il rifiuto di una borsa di studio per soggiornare a Parigi, a causa del colore della sua pelle, la portarono ad impegnarsi attivamente nella lotta per la parità dei diritti.
Da sapiente artista ed attenta studiosa della fisionomia umana, mise a frutto la sua tenacia d'attivista nelle sue opere tra le quali annoveriamo The Pugilist (1942), un uomo dallo sguardo fiero, in atteggiamento di sfida. 
Infine, il suo più grande obiettivo non fu quello di eccellere individualmente, bensì di iniziare ed ispirare i suoi allievi ad Harlem di cui aveva grande cura.